# Трансвестит (Цілком таємно)
Трансвестит — чотирнадцята частина першого сезону серіалу «Цілком таємно» («Секретні матеріали»).

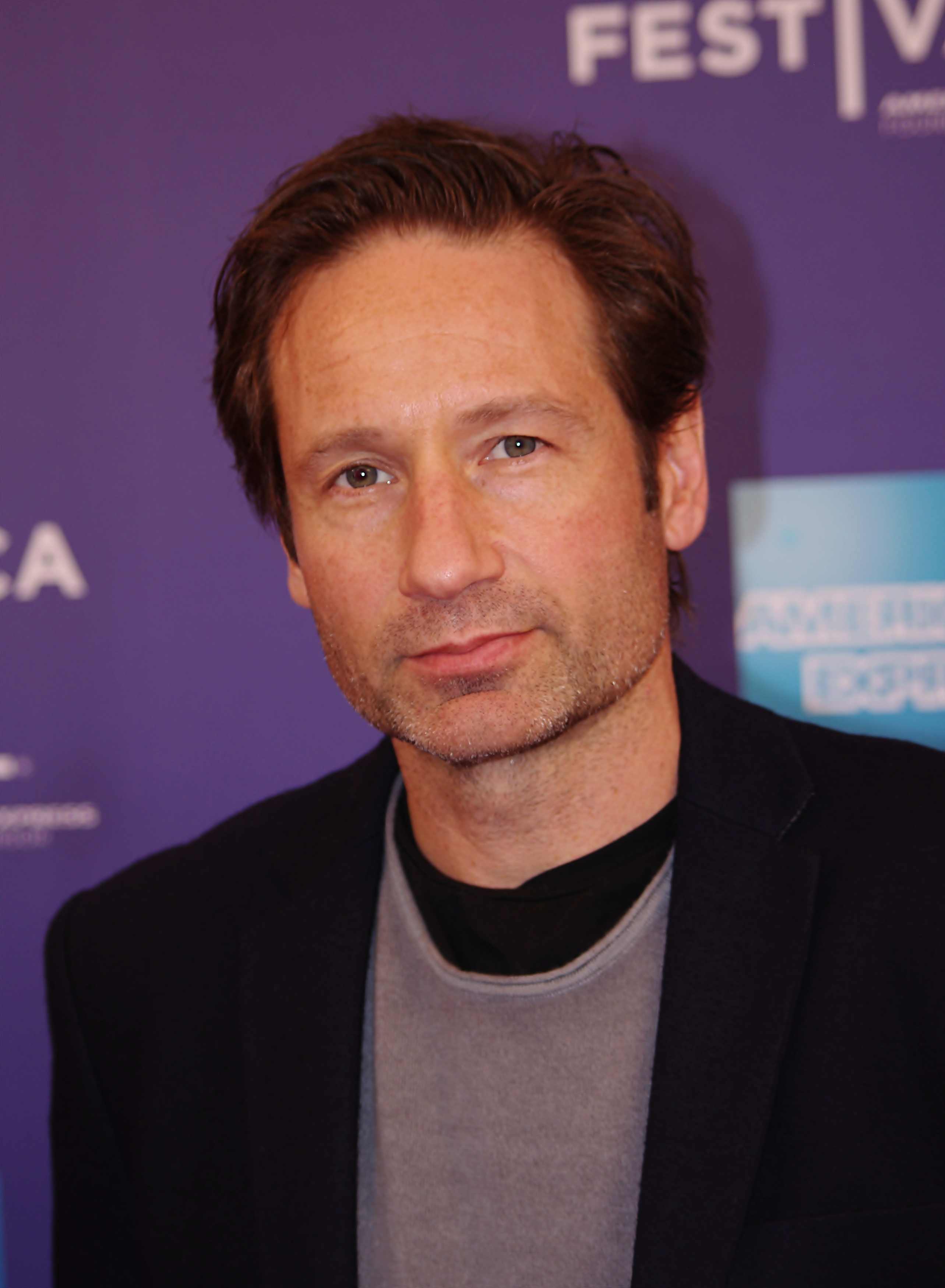

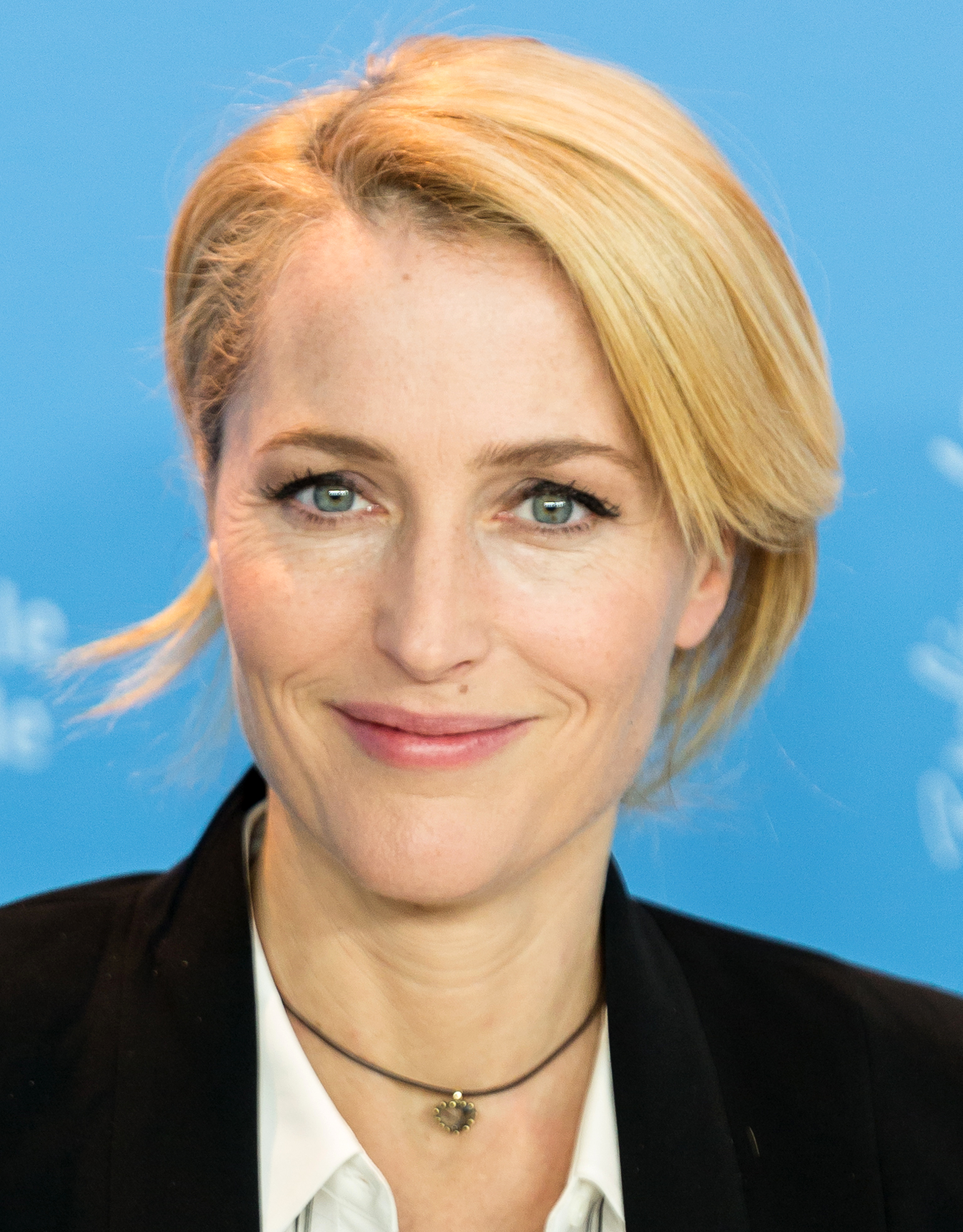

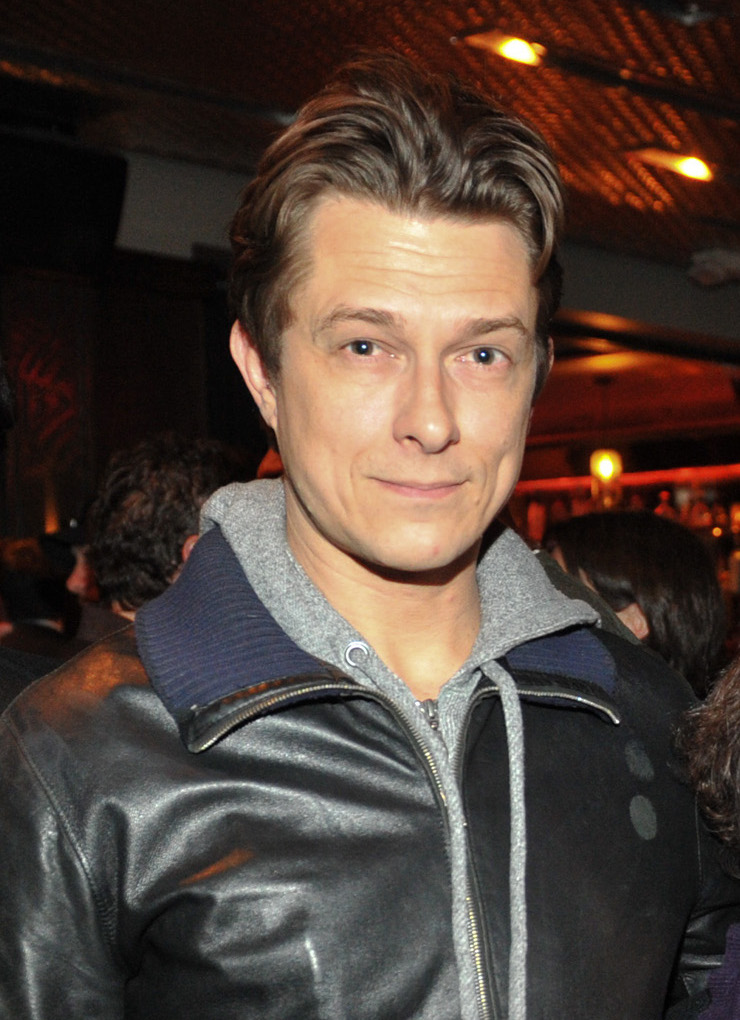

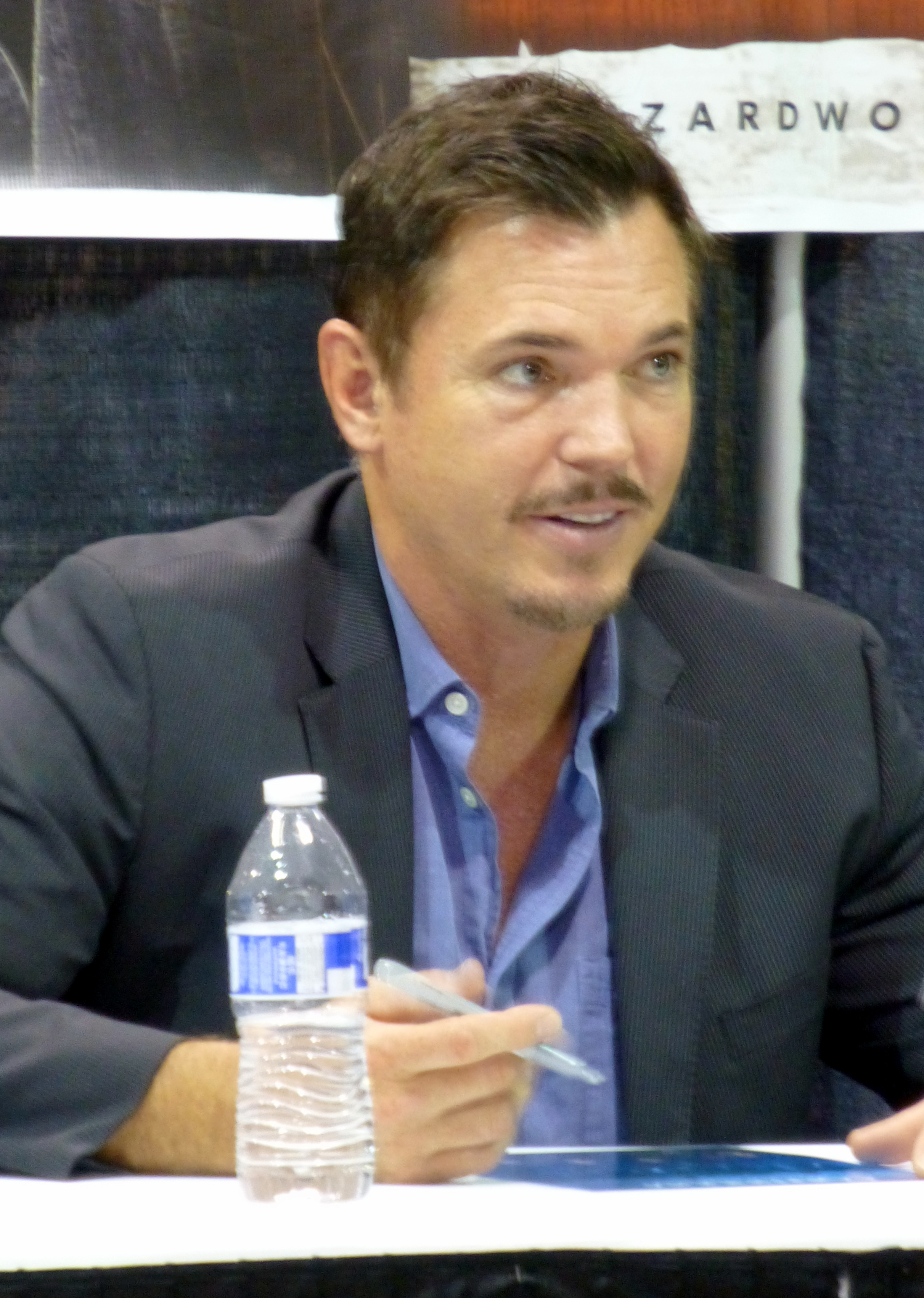

Малдер і Скаллі розслідують серію підозрілих смертей здорових молодих людей, котрі помирають від серцевого приступу після статевого акту. Географія смертей та знайдені докази приводять агентів в Массачусетс до послідовників релігійного культу, відомого як «Кровні родичі», члени якого зберігають таємницю та, можливо, і людьми не є.

## Короткий зміст

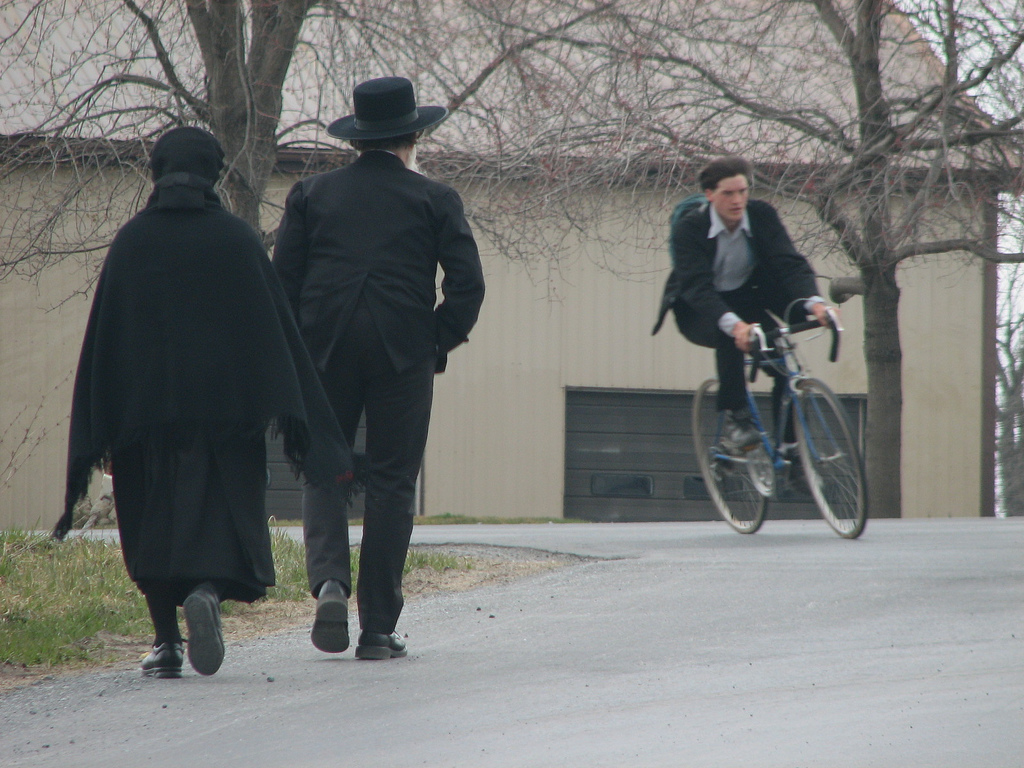
Аміші схожі на «Родичів» в «Трансвеститі»

Молода жінка на дискотеці спокушає молодого чоловіка, після статевого акту з нею молодика нудить, і він помирає від приступу. По цьому жінка перетворюється в чоловіка й полишає кімнату у одязі померлого. На місце злочину викликані агенти Малдер й Скаллі. Малдер притримується, що смерть чоловіка пов'язана з дозою феромонів, котра була настільки великою, що й привела до смерті. Окрім того, існує незрозумілість щодо статевої приналежності злочинця. Докази з місця здійснення злочину (серед них винятковий білий сорт глини) приводять агентів в товариство амішів у Массачусетсі, відомих як «Кровні родичі».
Малдер намагається заговорити з амішами під час здійснення ними покупок в місцевому магазинчику, однак «родичі» його уникають. Скаллі вдається встановити слабкий контакт із соромливим членом спільноти братом Ендрю. Ендрю бере Дейну за руку, та перебуває у стані легкого трансу. Придбавши в магазині туристичну карту, агенти вирушають до общини, однак втрачають напрям в лісі, їх оточують «родичі», запрошують Малдера й Скаллі на вечерю, однак вимагають, що вони здали зброю. Під час вечері брат Ааарон — хворий чоловік похилого віку — втрачає свідомість, однак Скаллі забороняють йому допомогти. В цьому ж часі в одному з нічних клубів чоловік спокушає молоду дівчину, що спочатку опиралася, просто взявши її за руку.
Полишаючи поселення, Малдер звертає увагу Скаллі на відсутність дітей в ньому та стверджує, що упізнав серед проживаючих людей на фотографіях 1930-х років, котрі бачив вдень у магазині. Уночі Малдер повертається до поселення, по якому розноситься одноманітне гудіння, а процесія «родичів» із запаленими ліхтарями рухається до великого господарського приміщення. Скаллі лишилася за околицею, її застає брат Ендрю. Ендрю стверджує, що може з нею поділитися інформацією про вбивцю, котрого він називає братом Мартіном.
В підвалі будови у системі заплутаних ходів Малдер спостерігає, як група людей омиває тіло брата Аарона у ванні з рідкою глиною, після чого чоловіка кудись відносять, самі ж «родичі» віддаляються. Після їх відходу Малдер оглядає місце омовіння, його застають зненацька «родичі», що повернулися. Малдер спішно ховається в одній з печер, де виявляє, що брат Аарон похований живцем, і у нього починають з'являтися жіночі риси. Тим часом брат Ендрю бере Скаллі за руку, тим самим вводячи у стан трансу, й починає цілувати, цього часу до кімнати вбігає Малдер. Виходячи з будинку, агенти зіштовхуються із групою «родичів», котрі знову їх виганяють за межі поселення, при цьому повторяють, щоб вони не втручалися у їх справи. Дейна йде із зусиллям, її нудить, однак згодом стає ліпше.
Чоловік на ймення Майкл у припаркованій автівці здійснює статевий акт з «братом Мартіном» у його жіночій подобі, це заняття перериває поліцейський патруль. Майкла нудить, офіцер розгублюється, «брат Мартін» утікає, завдавши поліцейському сильного удару рукою. В лікарні Майкл неохоче оповідає агентам, що, коли він визирнув із вікна, то побачив, що дівчина, з якою він був, виглядала як чоловік. Жінка-поліцейська повідомляє агентам, що помічена активність по кредитних картах однієї з попередніх жертв. Агенти знаходять «брата Мартіна» в готелі з черговою убитою жертвою, однак йому вдяється утекти, оглушивши Малдера. Скаллі наздоганяє Мартіна в перевулку, цього часу з темряви вигулькують «кровні родичі» і забирають його із собою.
Прийшовши до висновку, що «родичів» тепер є можливим знайти тільки в одному місці, агенти повераються в поселення, яка тепер схожа на опустілу. Підземні тунелі цілком залиті застиглою білою глиною. Агенти виходять на ближнє поле, де виявляють величезні вистрижені кола, що надає їм можливість вважати «братів» прибульцями.

## Знімались
| Актор             | Роль             |
| ----------------- | ---------------- |
| Девід Духовни     | Фокс Малдер      |
| Джилліан Андерсон | Дейна Скаллі     |
| Брент Хінклі      | брат Ендрю       |
| Пітер Стеббінгс   | Мартін-чоловік   |
| Кейт Тва          | Мартін-жінка     |
| Ніколас Ліа       | Майкл            |
| Мітчелл Костерман | Детектив Горнетт |

## Принагідно
- Gender Bender